# Rezerwat przyrody Puszcza Śnieżnej Białki

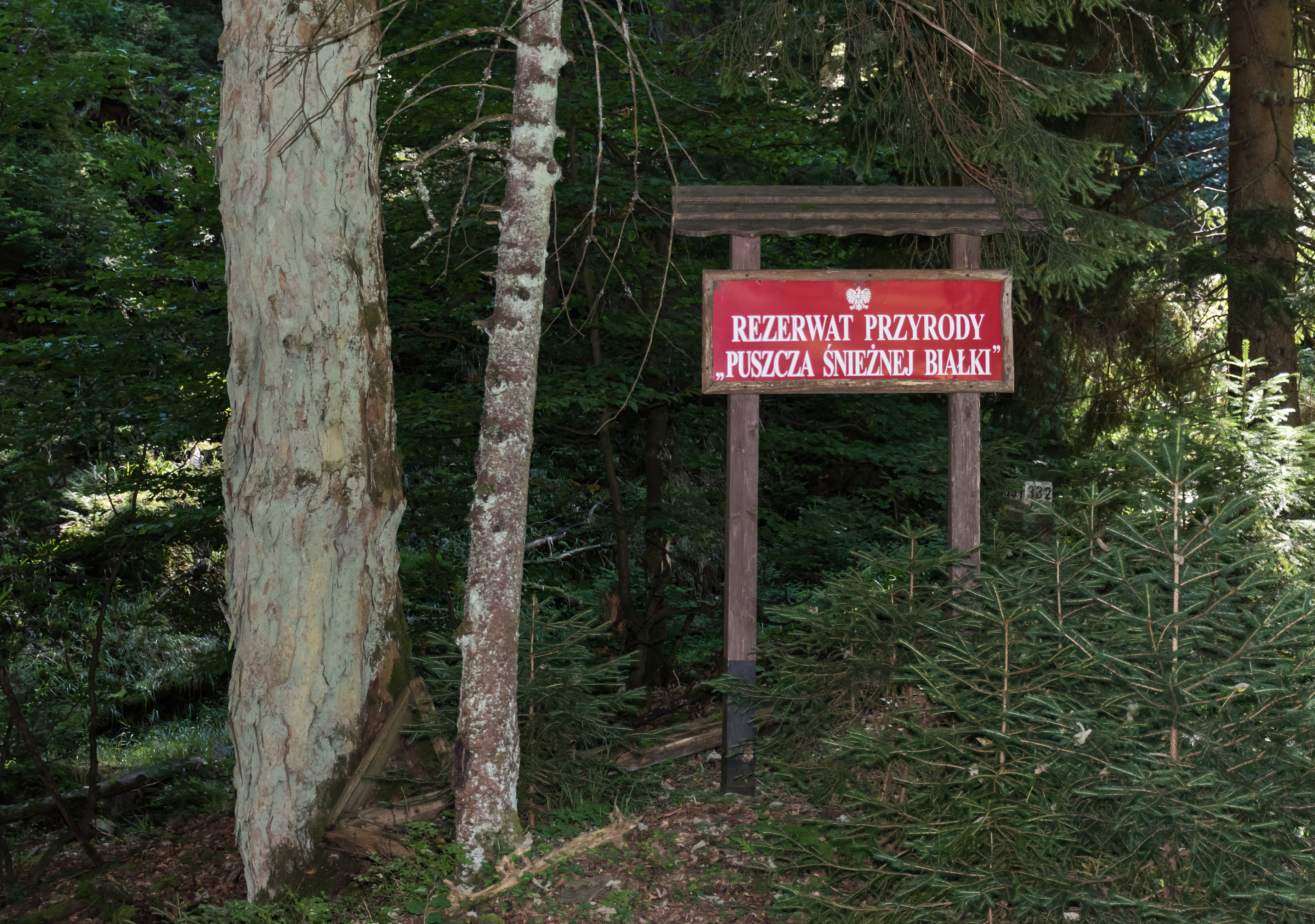
Tablica informacyjna i pień jaworu na granicy rezerwatu

Rezerwat przyrody „Puszcza Śnieżnej Białki” – leśny rezerwat przyrody w południowo-zachodniej Polsce, w Górach Bialskich, w Sudetach Wschodnich, województwo dolnośląskie.

## Położenie
Rezerwat położony jest w Sudetach Wschodnich, w południowo-wschodniej części Gór Bialskich, na terenie Śnieżnickiego Parku Krajobrazowego, obszaru Natura 2000 Góry Bialskie i Grupa Śnieżnika PLH020016 SOO, na wschodnim zboczu Iwinki, poniżej Rudawca, w gminie Stronie Śląskie, około 2,3 km, na południe, powyżej Bielic.

## Charakterystyka
Rezerwat został utworzony w 1963 roku Zarządzeniem Ministra Leśnictwa i Przemysłu Drzewnego (Monitor Polski z 1963 r, Nr 48, Poz. 242). Jest to rezerwat leśny o powierzchni 124,68 ha, utworzony dla ochrony ciekawych i rzadkich gatunków chronionych oraz naturalnych zbiorowisk roślinnych. Rezerwat utworzono głównie dla zachowania i ochrony lasu regla dolnego z buczyną górską z domieszką jaworu (Acer pseudoplatanus) i świerka pospolitego (Picea abies) oraz wysokogórskiego boru świerkowego regla górnego.
Rezerwat utworzono na wschodnim zboczu kopulastego szczytu Iwinki położonej niżej Rudawca na wysokości od 980 do 1000 m n.p.m., w najwyższej partii Gór Bialskich i najdzikszym rejonie w całych Sudetach, gdzie rosnące gęste lasy zachowały swój pierwotny charakter. Obszar rezerwatu zasięgiem obejmuje najcenniejszą część kompleksu zwanego „Puszczą Jaworową”. Rezerwat w pobliżu górnej granicy występowania obejmuje fragment naturalnego lasu liściastego, stanowiący relikt dawnej Puszczy Sudeckiej, w którym zachowały się ponad 150-letnie buki i jawory. Powierzchnię leśną rezerwatu zbliżoną swoim charakterem do naturalnego lasu, tworzy górnoreglowy las świerkowy, zakwalifikowany do boru wysokogórskiego. Lasów tego typu zachowało się w Sudetach bardzo niewiele. Podłoże rezerwatu tworzą skały metamorficzne gnejsy i łupki łyszczykowe, z których zbudowane są Góry Bialskie.
Ochroną objęto szczytowy fragment wzniesienia, porośnięte wysokogórskim lasem regla dolnego i górnego, starodrzewem oraz bogatym zestawem traworośli i unikalnymi gatunkami roślin wysokogórskich i fragmentem skarłowaciałego lasu świerkowego. Pomimo zanieczyszczeń wywołanych katastrofą ekologiczną w Sudetach teren rezerwatu nadal stanowi wyjątkowe zbiorowisko flory i fauny.
Obszar rezerwatu jest objęty ochroną czynną.

## Flora

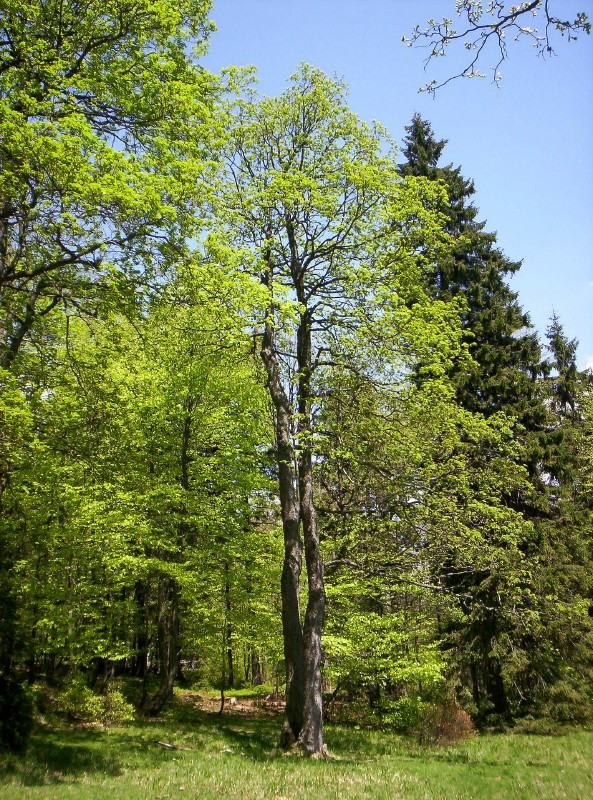
Jawory w rezerwacie we wiosennej szacie

Z rzadkich roślin wśród flory zielnej występują: paproć wietlica alpejska, kosmatka olbrzymia, storczyk gnieźnik leśny, fiołek sudecki, modrzyk górski i dzwonek brodaty, który ma drugie stanowisko w sąsiednim rezerwacie „Śnieżnik Kłodzki”.

## Fauna
- Z ssaków na terenie rezerwatu występują: jeleń, sarna, dzik, zając, lis, borsuk, kuna leśna.
- Z ptaków gnieździ się: głuszec, cietrzew, jarząbek[4], jastrząb, kruk, dzięcioły, drozd, a nad potokiem żyją pluszcze.
- Z gadów i płazów występują żmija zygzakowata oraz salamandra plamista.
- Z ryb występuje pstrąg potokowy i pstrąg źródlany.

## Historia
Kompleks leśny, na terenie którego położony jest rezerwat, w przeszłości stanowił dobra Marianny Orańskiej, a w okresie międzywojennym wchodził w skład prywatnego majątku ziemskiego. Przyrodnicze bogactwo tego rejonu dostrzeżono już w XIX wieku. Było to wówczas ulubione miejsce księżnej Marianny, która ceniła jego dzikość i naturalność i nazywała „Rajem” (ówczesna nazwa rezerwatu to Saalwiesen). Mając na uwadze ochronę tego urokliwego zakątka prowadziła planową gospodarkę leśną, co uchroniło znajdujące się w tym rejonie duże kompleksy leśne przed bezmyślnym wyrębem. W 1937 roku władze niemieckie, ze względu na wybitne walory przyrodnicze, część Puszczy Jaworowej na zboczu Iwinki, o powierzchni wynoszącej 20 ha, uznały za obszar ochronny. Na obszarze ochronnym na mocy ówczesnego prawa zabroniono wyrębu drzewa, uszkadzania roślinności, polowania i płoszenia zwierzyny. Po 1945 roku obszar przez kilka lat czekał na ponowną prawną ochronę. Rezerwat przyrody o nazwie „Puszcza Śnieżnej Białki” został utworzony dopiero w 1963 roku, na obszarze ponad 124 ha.

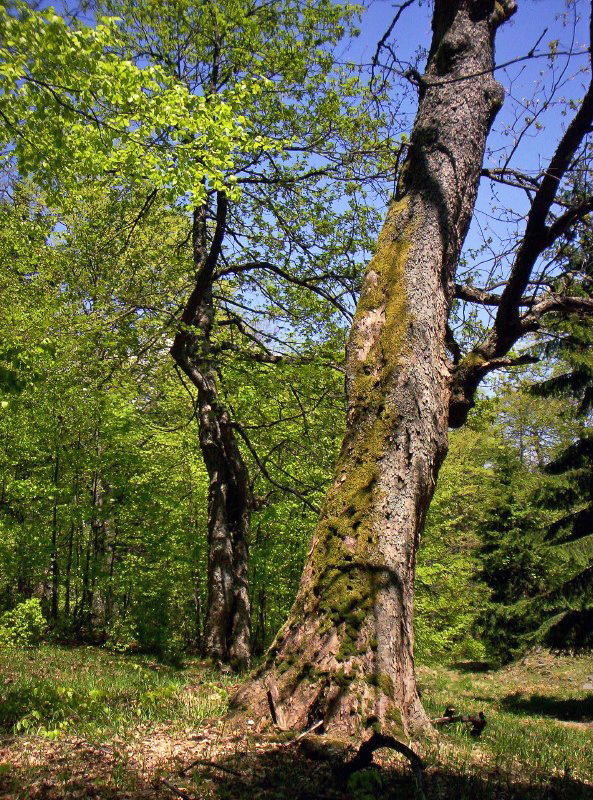
Stary jawor w rezerwacie przyrody „Puszcza Śnieżnej Białki”

## Turystyka
Przez rezerwat prowadzi szlak turystyczny:
- zielony – fragment prowadzący z Orłowca na Halę pod Śnieżnikiem i dalej, przechodzi przez środek rezerwatu.